# Westerhausen
Westerhausen è una frazione della città tedesca di Thale, nel Land della Sassonia-Anhalt.

## Storia
Fu comune autonomo fino al 2010.